# Smalkäksguldstekel
Smalkäksguldstekel (Chrysis schencki) är en stekelart som beskrevs av Linsenmeier 1968. Chrysis schencki ingår i släktet eldguldsteklar (Chrysis) och familjen guldsteklar (Chrysididae). Arten är reproducerande i Sverige.